# Pleuropneumonie contagieuse bovine
La pleuropneumonie contagieuse bovine, ou péripneumonie contagieuse bovine (PPCB), est une grave maladie bactérienne affectant les poumons des bœufs, des bisons, des zébus et des yacks.
Elle est causée par la bactérie Mycoplasma mycoides mycoides et provoque chez les animaux atteints des pneumonies et une inflammation des enveloppes des poumons. La période d'incubation est de 20 à 123 jours. Cette maladie a été particulièrement répandue aux États-Unis en 1879, où elle a atteint des troupeaux dans plusieurs états. L'épizootie a été si grave qu'elle a conduit à un embargo du gouvernement britannique, qui a interdit l'exportation du bétail américain vers la Grande-Bretagne et le Canada. Cet embargo a incité les États-Unis à créer le Bureau of Animal Industry (en), mis en place en 1884 pour éradiquer la maladie. Ce résultat a été atteint. En Australie, la maladie a été éradiquée en 1973.
Le médecin belge Louis Willems (en) a été le premier, dans les années 1850, à étudier l'inoculation animale pour lutter contre la maladie.
La bactérie Mycoplasma mycoides mycoides est largement répandue en Afrique, au Moyen-Orient, dans le sud de l'Europe et dans certaines régions d'Asie. Elle se transmet par voie aérienne, pouvant franchir plusieurs kilomètres si les conditions lui sont propices.